# Соколовський Віктор Іванович
Ві́ктор Іва́нович Соколо́вський (1986—2014) — старший сержант Державної прикордонної служби України, учасник російсько-української війни.

## Життєпис
Народився 1986 року в селі Озаринці (Могилів-Подільський район Вінницької області). Закінчив 2002 року 9 класів ЗОШ села Озаринці, у 2006 році — Могилів-Подільський медичний коледж, фельдшер.
Служив за контрактом. Молодший інспектор прикордонної служби — водій мобільної прикордонної застави «Могилів-Подільський» 24-го прикордонного загону Південного регіонального управління. З червня 2014 року брав участь у боях з російськими окупантами.
Загинув 27 липня 2014-го із загоном прикордонників після масованого артобстрілу пункту пропуску «Довжанський» — Володимир Блажко, Павло Дмитренко, Олександр Дзюбелюк — артилерійський снаряд влучив у бліндаж. Обстріл вівся з російської території.
Похований у селі Озаринці Могилів-Подільського району.
Без сина лишились батьки.

## Відзнаки та вшанування
- 2 серпня 2014 року — за особисту мужність і героїзм, виявлені у захисті державного суверенітету та територіальної цілісності України, вірність військовій присязі під час російсько-української війни, відзначений — нагороджений орденом «За мужність» III ступеня (посмертно).
- У грудні 2015 року в Озаринцях відкрито меморіальну дошку честі Віктора Соколовського.
- У Могилів-Подільському коледжі відкрито пам'ятну дошку випускнику Вікторові Соколовському (17 червня 2015).
- 24 серпня 2016 року в Могилеві-Подільському біля входу до міського парку відкрито Меморіал пам'яті героїв антитерористичної операції, серед яких портрет Віктора Соколовського.